# New Stars Football Club
Actualités
Le New Stars Football Club est un club camerounais de football basé dans la ville de Douala.

## Histoire
Le club débute en ligue départementale du Nkam sous le nom de Chantier Naval et Industriel du Cameroun, le club évolue dans la ligue régionale du Littoral. Face aux problèmes financiers du chantier naval, Faustin Domkeu reprend le club, il accède en Première division - Elite One et prend le nom de New Stars.
Le club atteint la finale de la Coupe du Cameroun pour la première fois en 2012, mais s'incline 2-0 face à l'équipe d'Unisport Bafang. En 2013, il participe au championnat du Cameroun de première division.
En 2017 le club remporte la Coupe du Cameroun et se qualifie pour la Coupe de la confédération 2018, mais sera éliminé au tour préliminaire par le club équatoguinéen de Deportivo Niefang.

## Palmarès
- Coupe du Cameroun : (1)
  - Vainqueur : 2017
  - Finaliste : 2012

- Championnat du Cameroun de football de deuxième division : 1
  - Champion : 2011